# (29555) MACEK
Pour les articles homonymes, voir Macek.
(29555) MACEK est un astéroïde de la ceinture principale.

## Description
(29555) MACEK est un astéroïde de la ceinture principale. Il fut découvert le 18 février 1998 à l'Observatoire Kleť par Miloš Tichý et Zdeněk Moravec. Il présente une orbite caractérisée par un demi-grand axe de 3,17 UA, une excentricité de 0,12 et une inclinaison de 13,9° par rapport à l'écliptique.

## Compléments